# August Niemann (Schriftsteller)

August Niemann

August Wilhelm Otto Niemann (* 27. Juni 1839 in Hannover; † 17. September 1919 in Dresden) war ein deutscher Schriftsteller, Hauptmann, Redakteur, und Privatlehrer.

## Leben
August Niemann wurde als Sohn des Oberstleutnants und Kriegszahlmeisters Heinrich Niemann geboren.
Ein jüngerer Bruder war der Architekt  und Bauforscher George Niemann.
Er studierte an der Universität Göttingen Geschichte und Psychologie. Von 1869 bis 1889 war er Redakteur im Verlagshaus Justus Perthes und arbeitete dort u. a. am kurz als Gotha bezeichneten Genealogischen Handbuch des Adels sowie dessen französischer Ausgabe, dem Almanach de Gotha. Bei seiner Verlagsarbeit lernte er auch viele Forscher kennen, darunter Gustav Nachtigal und Georg Schweinfurth, deren Berichte später in seine literarischen Arbeiten einflossen.
In Gotha heiratete er 1870 Anna Theresia Arnoldi (* 1847), Tochter des Kommerzienrats Heinrich Johannes Arnoldi. Aus dieser Ehe ging eine Tochter hervor, Maria Niemann, die später Kunstmalerin wurde. 
Er verfasste (bisweilen unter dem Pseudonym A. Ferrari) militärische Schriften, Romane und Jugendschriften. Besonders erfolgreich war seine große Afrikaerzählung Pieter Maritz, der Burensohn von Transvaal (1885). Geschildert werden die Abenteuer eines anfangs 14-jährigen Buren, der den Zulus in die Hände fällt, bei ihnen lebt und später als Gefangener der Engländer den Zulukrieg miterlebt.
Niemann brachte 1904 den Roman Der Weltkrieg: deutsche Träume heraus, der als The coming conquest of England auch in englischer Übersetzung von J. H. Freese im selben Jahr auch in New York bei G. P. Putnam’s Sons und in London bei George Routledge & Sons erschien. Diese Kriegsutopie fand große Beachtung, in deren Vorwort er bereits die Briten zum Hauptfeind erklärt: »Meine Träume, die Träume eines Deutschen, zeigen mir den Krieg und Sieg der drei verbündeten großen Nationen, Deutschland, Frankreich, Russland, und eine neue Verteilung des Besitzes der Erde als Endziel dieses gewaltigen Weltkrieges«.
August Niemann pflegte Korrespondenz mit vielen bekannten Persönlichkeiten seiner Zeit: Karl May, Bertha von Suttner, August Petermann, Gustav Teichmüller, Ernst von Wildenbruch, Albert Emil Brachvogel u. a.

## Schriften
- Gettysburg, von A. Ferrari [d. i. Louis Friedr. Aug. Albert Schmidt u. August Niemann], Erzählung, Leipzig, 1869
- Man to!, von A. Ferrari [d. i. Louis Friedr. Aug. Albert Schmidt u. August Niemann], hist. Roman, 4 Bde., Hannover, 1870
- Der französische Feldzug 1870-1871 (Deutsch-Französischer Krieg)
  (1) Bis zur Kapitulation von Sedan  (2)  Der Kampf der Republik, militärische Beschreibung, Hildburghausen Leipzig & Wien, 1871
- Special-Supplement   Neues Konversations-Lexikon: ein Wörterbuch des allgemeinen Wissens, hrsg. von Hermann J. Meyer, Hildburghausen, 1873
- Das sechste Thüringische Infanterie-Regiment No. 95  im Feldzuge gegen Frankreich 1870-71 : nebst einer Uebersichtskarte des Kriegsschauplatzes vom October 1870 bis Januar 1871,  militärische Beschreibung, Gotha, 1875
- Catharina, Roman, 2 Bde., Berlin, 1876
- Militär-Handlexikon /  hrsg. von August Niemann. Unter Mitwirkung von Offizieren der kais. deutschen und der k.k.österreichisch-ungarischen Armee, Stuttgart u. a., 1878
- Eine Emancipirte, Roman, 2 Bde., Stuttgart, 1880
- Gotha, in Der Kulturkämpfer, 2. Jgg., Berlin, 1881
- Weihnachtsbilder aus deutscher Geschichte. Für Jung und Alt im deutschen Volk zusammengestellt und nacherzählt, Berlin, 1881
- Bakchen und Thyrsosträger, Roman, 2 Bde., Leipzig, 1882
- Ephraim, or the many and the few, 3 Vol., engl. Ausgabe von Bakchen und Thyrsosträger, (Tyrell, Christina, from the German of A. Niemann) London: Richard Bentley and Son, 1883
- Die Grafen von Altenschwerdt, Roman, 3 Bde., Leipzig, 1883
- Festspiel, aufgeführt beim Kommers der hundertjährigen Jubelfeier des Hauses Justus Perthes am 11. September 1885, Festspiel, Gotha, 1885
- Pieter Maritz, der Burensohn von Transvaal, Bielefeld u. Leipzig, 1885
- Das Geheimnis der Mumie: Kulturgeschichtliche Erzählung. Mit Bildern von Johannes Gehrts, Bielefeld u. Leipzig, 1886
- Des rechten Auges Aergernis, Roman, 2 Bde., Stuttgart u. a., 1888
- Eulen und Krebse, Roman, Gotha, 1888
- Bei Hofe, Roman, Dresden u. Leipzig, 1889
- Die Erziehung des Menschengeschlechts; philosoph. Betrachtung, Dresden u. a., 1889
- Amors Bekenntnisse: Ehestandsgeschichten, (Inhalt: Aus der guten Gesellschaft. - Das Missverständnis. - Das Kind aus dem Volke. - Im Pfarrhause.), 2. Aufl., Dresden u. Leipzig, 1890
- Der arme Dichter, Roman, 2 Bde., Stuttgart u. a., 1890
- Kritik zu "Die Waffen nieder"  von Bertha von Suttner, Artikel in ?, ca. 1891
- Der Günstling des Fürsten, Roman, Berlin, 1891
- Voll Dampf voraus, Motto : dem Kühnen hilft das Glück. Meisterwerke berühmter Erzähler. Stuttgart u. a., 1892
- Hochgebirge und Ocean, Roman, Dresden u. Leipzig, 1893
- Der Junggesell, Berlin, 1894
- Karma und Nirwana, Berlin, 1894
- Lorbeer, Erzählung, Leipzig, 1894
- Manas: Gedanken über das Seelenleben unserer Zeit, Berlin, 1894
- Maskenspiel des Lebens, Roman, 2 Bde., Dresden, 1894
- Der Agitator, Roman, 2 Bde., Dresden, 1895
- Die Erbinnen, Roman, Dresden, 1896
- Backfisch Nummer Eins, beteiligt: Karl v. Thaler, Cousine Klara  Raoul Domna; Nur für heute!, Kurze Geschichten, Berlin, 1897
- Der Günstling des Volkes, Roman, Berlin u. a., 1897
- Frauenliebe, Novelle, Leipzig u. a., 1897
- Smaragda: Roman aus Konstantinopel, Stuttgart, 1897
- Das goldene Haus, Roman, Berlin, 1898
- Nur ein Weib, Roman, Dresden, 1898
- War sie schuldig?  Ill. v. A. Mandlick (?), Roman, Berlin, 1898
- Gerechtigkeit, Roman aus dem Burenkriege, Roman, Berlin, 1900
- Liebesquadrille. Ein Roman aus der Weltstadt, Berlin, 1901
- Zwei Frauen, Roman, Dresden u. Leipzig, 1901
- Der Mahatma, Geschichte einer Offenbarung, Leipzig, 1902
- Die schwarze Messe, Novelle, (Kürschners Bücherschatz), 1903
- Immer vernünftig (enth. u. a. Die schwarze Messe), Novelle, Berlin u. a., 1903
- Der Weltkrieg. Deutsche Träume. Roman. Vobach, Berlin, Leipzig, 1904 (Digitalisat).
  - The coming conquest of England, engl. Ausgabe von „Der Weltkrieg“, Roman, London, New York, 1904 (online)
- Gwendolin, Roman, Stuttgart, 1904
- Hans Jakob Graf von Garsebach, der Garde-Panzerreiter: Ein humorist. Roman, Braunschweig, 1904
- Das Flibustierbuch. Erlebnisse eines jungen Deutschen unter den Freibeutern. Mit Bildern von Joh. Gehrts,  Berlin u. a., 1906
- Unsere blauen Jungen. Erlebnisse auf einem deutschen Kriegsschiffe. Berlin u. Leipzig, 1907
- Aus meinen Lebenserinnerungen: Gothaer Erinnerungen, 4 Artikel in Frankfurter Zeitung, Frankfurt, 1908
- Credit,  Roman, Dresden, 1908
- Aetherio: eine Planetenfahrt, Roman, Regensburg, 1909
- Gefährliche Verbindungen, Roman, Berlin-Wien, 1909
- Helmut, der Patrouillenreiter,  Kriegserzählung aus Südwest mit Abbildungen nach Originalzeichnungen von Oskar Merté, Erzählung, Leipzig, 1909
- Lebenserinnerungen, Dresden, 1909
- Der Schleier der Tanit. Ein Kampf um Karthago. Nach Gustave Flauberts 'Salambo' für die reifere Jugend  bearbeitet.  Mit 4 Vollbildern [Taf.] von A. Rolof, Berlin; Wien, 1911
- Haus Schottmüller, (Enßlin's Markbände, 34), Reutlingen, 1914
- Das Rätsel Karl May, In: Karl-May-Jahrbuch 1920
- Gehet hin in alle Welt, In: Karl-May-Jahrbuch  1923
- Geld und Neid, I In: Karl-May-Jahrbuch 1924